# Ephyra (Korinth)
Ephyra (griechisch Έφυρα, altgriechisch Ἔφυρα) oder Ephyraia (lat. Ephyraea) war der alte Name der Stadt Korinth.
Homer berichtet, dass Ephyra im Herzen des Herrschaftsbereichs von Argos lag und ein Weideland für Pferde war. Pausanias, der sein Wissen aus der Korinthiaka des Eumelos von Korinth bezog, berichtet, dass zuerst die Okeanide Ephyra in Ephyra siedelte und das Land deshalb nach ihr benannt wurde. Nach Eusebius von Caesarea erfolgte die Gründung der Stadt während der Regierungszeit von Echyreus.
Nach der erfolgreichen Bekämpfung der Titanen erhielt der Gott Helios den Nordosten der Peloponnes zugesprochen. Dieser teilte sein Land unter seinen Söhnen auf und gab Aietes Ephyra und Aloeus das benachbarte Asopia. Als Aietes nach Kolchis auswanderte übergab er seinem Sohn Bounos die Stadt. Nach Bounos Tod bemächtigte sich Epopeus, der Sohn des Aloeus, der Stadt Ephyra. Sein Nachfolger Korinthos benannte den Ort schließlich nach sich selbst. Nach der Bibliotheke des Apollodor war Sisyphos der Gründer von Ephyra. Laut Eusebius von Caesarea siedelte er hier nur.
Der Archäologe Carl Blegen erforschte 1915–1916 zwei km nördlich des antiken Korinths die archäologische Stätte Korakou. Er entdeckte hier nur Siedlungsreste aus der Helladischen Zeit. Aus diesem Grund vermutete er die Vorgängersiedlung von Korinth ausgegraben zu haben. Keramikkelche, die man bisher nur hier gefunden hatte, bezeichnete er deshalb als Ephyra-Schalen.